# Клеопатра V
Клеопатра V Трифена (греч. Κλεοπάτρα Τρύφαινα, умерла около 69/68 г. до н. э. или около 57 г. до н. э.) — египетская царица из династии Птолемеев. Она является единственной достоверно подтверждённой женой Птолемея XII, её единственный известный ребёнок — Береника IV, но она также, вероятно, была матерью Клеопатры VII.

## Происхождение и брак
Из-за скудного объёма источников о её жизни Клеопатра V является очень малоизвестным членом династии Птолемеев. Известно лишь несколько достоверных фактов о ней. Многие детали её биографии являются предметом противоречивых теорий. Во всех известных древних источниках ей дано имя Трифена. Возможно, она носила его до восшествия на престол, когда приняла традиционное царское имя Клеопатра. В некоторых современных специальных литературных источниках Клеопатра Трифена, жена Птолемея XII, упоминается как Клеопатра VI. Историк классической античности Вернер Хусс называет её Клеопатрой VII Трифеной.
Происхождение Клеопатры V достоверно неизвестно. Она могла быть законной или незаконнорожденной дочерью Птолемея IX или законной дочерью Птолемея X. Упоминается, что в 88 году до н. э. Птолемей X Александр бежал из Египта со своей женой Береникой III и дочерью. Клеопатра Трифена может быть этой неназванной по имени дочерью.
Клеопатра V впервые упоминается в 79 году до н. э. в двух папирусах. Один из этих папирусов датируется 17 января 79 года до н. э. В том же году она вышла замуж за Птолемея XII, царя Египта. Египетские титулы Клеопатры, обнаруженные главным образом в Идфу и Филах, включают «дочь Ра», «женщину-правителя» и «хозяйку двух земель».

## Смерть и идентификация
Неясно, как долго жила Клеопатра V, и с какими упоминаемыми Клеопатрами Трифенами в исторических записях её следует отождествлять, поскольку нумерация, используемая для различения Птолемеев, является современным изобретением. Клеопатра Трифена V исчезла примерно в то же время, когда родилась Клеопатра VII (69 г. до н. э.): её имя начинает исчезать из памятников и папирусов, и есть папирус Птолемея XII от 69 г. до н. э., который не упоминает её, но, как предполагается, должен был сделать это, если бы она всё ещё была жива.
Есть некоторые указания на то, что Клеопатра V могла скончаться в 69 году до нашей эры — она могла умереть при родах или, возможно, была убита. Если она действительно умерла так рано, то Клеопатра Трифена, которая упоминается (после изгнания Птолемея XII) как соправительница Египта (вместе с Береникой IV) в 58 и 57 годах до н. э., и умерла около 57 года до н. э., должна быть её дочерью, пронумерованной некоторыми историками как Клеопатра VI Трифена. Это предположение также подтверждается философом Порфирием.
С другой стороны, есть посвящение в храме Эдфу от 5 декабря 57 года до н. э., в котором имя Клеопатры Трифены вписано рядом с именем Птолемея XII (который, однако, не присутствовал в Египте в то время), что означало бы скорее жену царя, чем дочь, и было бы маловероятным, если бы жена Птолемея XII действительно умерла уже 12 лет назад. Таким образом, некоторые, хотя и не все, современные историки считают Клеопатру V тождественной предполагаемой Клеопатре VI Трифене и полагают, что она жила до 57 года до н. э. Это согласуется с рассказом Страбона, который сообщал, что у Птолемея XII было только три дочери; их можно достоверно идентифицировать как Беренику IV, Клеопатру VII и Арсиною IV, что не оставляет среди них места для Клеопатры VI. Вернер Гус выдвинул предположение, что в 69 г. до н. э. между Клеопатрой V и Птолемеем XII вспыхнул конфликт, в результате которого Клеопатра V впала в немилость и была удалена с политической сцены Египта.
Клеопатра V, вероятно, была матерью Клеопатры VII. Майкл Грант пришёл к выводу, что «в целом» представляется наиболее вероятным, что Клеопатра V была матерью Клеопатры VII, отмечая, что если бы Клеопатра VII была незаконнорожденной, её «многочисленные римские враги открыли бы это миру». Он отмечал, что нужно исключить гипотезу, что Клеопатра VII была рождена второй женой Птолемея XII, когда Клеопатра V была у власти, и что если бы эта неизвестная вторая жена была матерью Клеопатры VII, а позже была бы узаконена «царицей», Клеопатру VII всё равно сочли бы бастардом, и «её римские враги не упустили бы случая намекнуть на это». Роллер предположил, что Клеопатра могла быть дочерью теоретически наполовину македонской-греческой, наполовину египетской женщины, принадлежащей к семье жрецов бога Птаха, и была «только формально незаконнорожденной» (однако он утверждает, что независимо от происхождения Клеопатры, она больше всего ценила своё греческое происхождение), но отметил, что если эта неизвестная женщина не была матерью Клеопатры, то Клеопатра V была бы её матерью. Часть его аргументации основана на упоминании Страбоном о том, что у Птолемея XII было только три дочери, причем Береника была единственной законной. Но, как отметил Грант, из всех нападок на Клеопатру VII в них не было аргумента о её незаконнорожденности, и он упоминается только в случайном замечании Страбона.
Большинство учёных сходятся во мнении, что Береника IV была дочерью Клеопатры V. Другая жена Птолемея XII могла быть матерью младших братьев и сестры Клеопатры VII: Арсинои IV, Птолемея XIII и Птолемея XIV. Однако, по мнению Кристофера Беннетта Клеопатра V была матерью всех известных детей Птолемея XII.